# هربرت كيرك
هربرت كيرك (بالإنجليزية: Herbert Kirk)‏ هو سياسي بريطاني (وحمل سابقاً جنسية المملكة المتحدة لبريطانيا العظمى وأيرلندا)، ولد في 5 يونيو 1912 في بلفاست في المملكة المتحدة، وتوفي بنفس المكان في 4 مارس 2006. حزبياً، نشط في حزب ألستر الوحدوي. وقد انتخب عضو برلمان أيرلندا الشمالية وفي الانتخابات البرلمانية في أيرلندا الشمالية 1973 ‏، انتخب عضو برلمان أيرلندا الشمالية 1973-1974 وقد انضم خلال فترته النيابية ‏ للكتلة البرلمانية حزب ألستر الوحدوي.